# Amenemhat IV
Maajerura Amenemhat, o Amenemhat IV, fue el séptimo faraón de la dinastía XII, del Imperio Medio de Egipto. Gobernó de c. 1799-1790 a. C. (von Beckerath). 
Denominado Maajerura en la lista Real de Abidos y la lista Real de Saqqara. Según el Canon Real de Turín Maajerura gozó de un reinado de 9 años 3 meses y 27 días. Si es el Ammenemes citado por Manetón gobernó ocho años, según Julio Africano en versión de Jorge Sincelo.

## Biografía
Sirvió el primer año de su reinado como corregente de su poderoso predecesor, Amenemhat III. según un grabado de piedra en Nubia. Su corto reinado fue relativamente pacífico y tranquilo. 
Fueron registradas varias expediciones, a las minas de Serabit el-Jadim, en el Sinaí, fechadas durante su reinado. 
Amenemhat murió sin heredero masculino, y le sucede su medio hermana (o quizás su tía) Neferusobek, que llegó a ser la primera mujer en unos 1500 años que gobernara Egipto. Amenemhat IV puede haber sido el esposo de Neferusobek pero no hay ninguna evidencia histórica que justifique actualmente esta tesis.

## Testimonios de su época

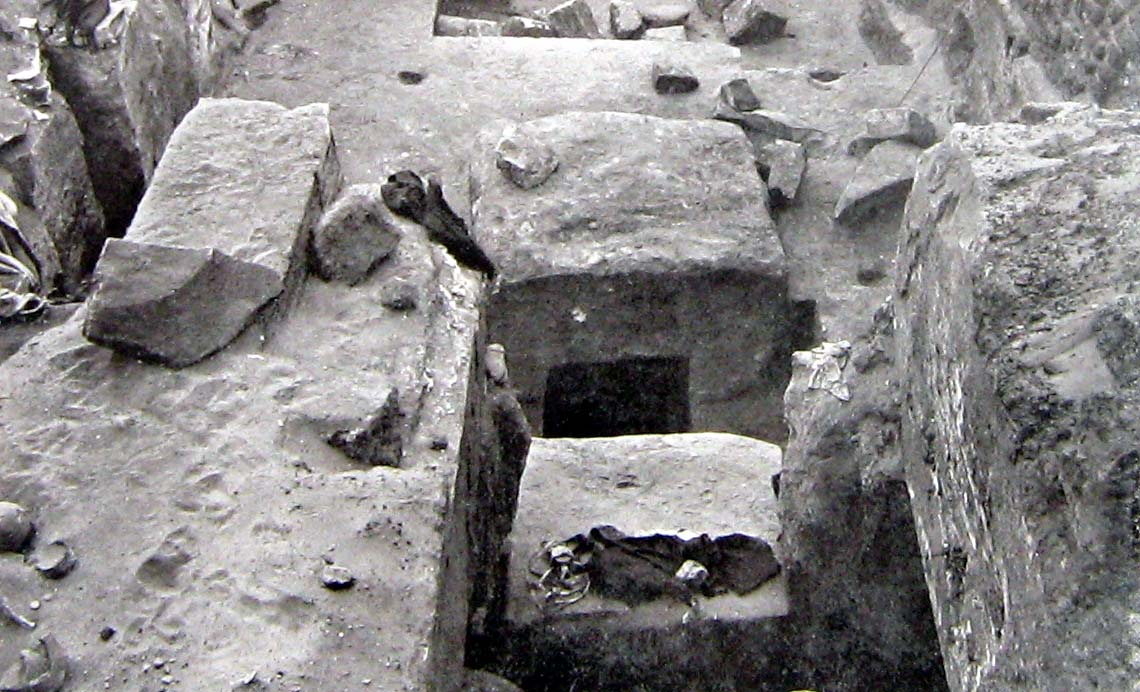
Restos del sarcófago de Amenemhat IV en la pirámide sur de Mazghuna.

### Edificaciones
Completó el templo de Medinet Madi. Según Zahi Hawass, secretario general del Consejo Supremo de Antigüedades «el templo de Medinet Madi es el único templo intacto existente todavía del Imperio Medio». Las bases del templo, los edificios administrativos, residencias y graneros, fueron desenterrados por una expedición arqueológica egipcia en 2006.
La pirámide de Amenemhat IV, y complejo funerario, en Mazghuna. 
Amenemhat IV probablemente también construyó un templo en Qasr el-Sagha, al nordeste de El Fayum.

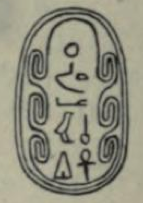
Escarabeo del Museo Petrie.

### Esculturas
- Esfinge de Amenemhat IV, hallada en Beirut y conservada en el Museo Británico de Londres.

### Inscripciones
Un escarabeo con el nombre de trono de Amenemhat III, y nombre de Horus de Amenemhat IV (Museo Petrie UC11332)

## Titulatura
| Titulatura | Jeroglífico | Transliteración (transcripción) - traducción - (referencias) |

| G5 |

| G5 |

| L1 | L1 | L1 | L1 |

| L1 | L1 | L1 | L1 |

| L1 | L1 | L1 | L1 |

| L1 | L1 | L1 | L1 |

| G5 |

| G5 |

| L1 | L1 | L1 | L1 |

| L1 | L1 | L1 | L1 |

| L1 | L1 | L1 | L1 |

| L1 | L1 | L1 | L1 |

| G5 |

| G5 |

| L1 | L1 | Z3 | w |

| L1 | L1 | Z3 | w |

| L1 | L1 | Z3 | w |

| L1 | L1 | Z3 | w |

| G5 |

| G5 |

| L1 | L1 | Z3 | w |

| L1 | L1 | Z3 | w |

| L1 | L1 | Z3 | w |

| L1 | L1 | Z3 | w |

| G16 |

| G16 |

| V28 | b | W4 | N16 · N16 |

| V28 | b | W4 | N16 · N16 |

| G16 |

| G16 |

| V28 | b | W4 | N16 · N16 |

| V28 | b | W4 | N16 · N16 |

| G8 |

| G8 |

| S42 | R8A |

| S42 | R8A |

| G8 |

| G8 |

| S42 | R8A |

| S42 | R8A |

| N5 | U5 · D36 | P8 | w |

| N5 | U5 · D36 | P8 | w |

| N5 | U5 · D36 | P8 | w |

| N5 | U5 · D36 | P8 | w |

| N5 | U5 · D36 | P8 | w |

| N5 | U5 · D36 | P8 | w |

| N5 | U5 · D36 | P8 | w |

| N5 | U5 · D36 | P8 | w |

| N5 | U5 · D36 | P8 | w |

| N5 | U5 · D36 | P8 | w |

| N5 | U5 · D36 | P8 | w |

| N5 | U5 · D36 | P8 | w |

| N5 | U5 · D36 | P8 | w |

| N5 | U5 · D36 | P8 | w |

| N5 | U5 · D36 | P8 | w |

| N5 | U5 · D36 | P8 | w |

| M17 | Y5 · N35 | G17 | F4 · t |

| M17 | Y5 · N35 | G17 | F4 · t |

| M17 | Y5 · N35 | G17 | F4 · t |

| M17 | Y5 · N35 | G17 | F4 · t |

| M17 | Y5 · N35 | G17 | F4 · t |

| M17 | Y5 · N35 | G17 | F4 · t |

| M17 | Y5 · N35 | G17 | F4 · t |

| M17 | Y5 · N35 | G17 | F4 · t |

| M17 | Y5 · N35 | G17 | F4 · t |

| M17 | Y5 · N35 | G17 | F4 · t |

| M17 | Y5 · N35 | G17 | F4 · t |

| M17 | Y5 · N35 | G17 | F4 · t |

| M17 | Y5 · N35 | G17 | F4 · t |

| M17 | Y5 · N35 | G17 | F4 · t |

| M17 | Y5 · N35 | G17 | F4 · t |

| M17 | Y5 · N35 | G17 | F4 · t |